# Eriocaulon quinquangulare
Eriocaulon quinquangulare är en gräsväxtart som beskrevs av Carl von Linné. Eriocaulon quinquangulare ingår i släktet Eriocaulon och familjen Eriocaulaceae. Inga underarter finns listade i Catalogue of Life.